# فردریک اشتفانی
فردریک اشتفانی (آلمانی: Frederick Stephani؛ ۱۳ ژوئن ۱۹۰۳ – ۳۱ اکتبر ۱۹۶۲) یک کارگردان، فیلم‌نامه‌نویس، تهیه‌کننده، و پدیدآور اهل ایالات متحده آمریکا بود. 
- فلش گوردون